# Jämsä

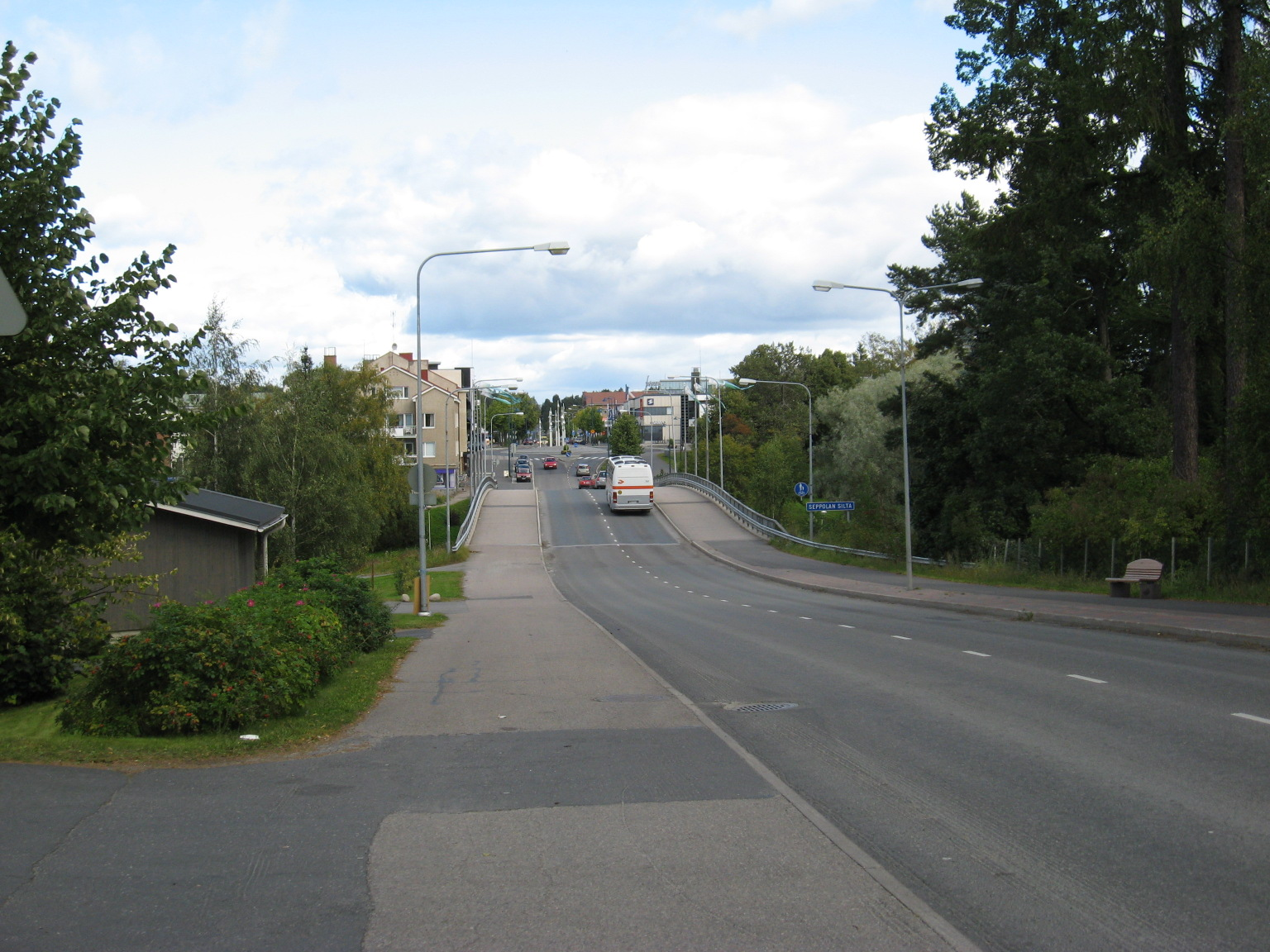
Calle principal de Jämsä

Jämsä es una ciudad y municipio de Finlandia, situada en la anterior provincia de Finlandia Occidental, aunque es considerada parte de la región geográfica de Finlandia Central. 

## Descripción
En el 2001 fue agregado a su éjida la municipalidad de Kuorevesi, en 2007 parte del municipio de Längelmäki y a comienzos del 2007 el municipio de Jämsänkoski.
El turismo es una de las principales actividades en Jämsä. Algunas de las principales atracciones de la región son el lago Päijänne, el Parque nacional Isojärvi e Himos, una popular estación para la práctica de esquí.
Es también una importante región industrial y considerada el centro de la industria aeronáutica finlandesa: allí se encuentran la fábrica de la compañía Patria y en su aeropuerto (Halli) el centro de pruebas de la Fuerza Aérea de Finlandia. 
En su territorio tiene también su sede la fábrica finlandesa de papel UPM-Kymmene, poseedora de la importante planta de pasta de celulosa construida en Fray Bentos, Uruguay, que provocó un conflicto entre Argentina y Uruguay.
La región cuenta con numerosos museos de agricultura, historia militar, de la industria el papel y de aviación, así como algunas construcciones de importante valor arquitectónico, como la iglesia de Kuorevesi, construida en 1779.